# گرودکی
گرودکی (به لهستانی:  Grudki) یک روستا در لهستان است که در گمینا بیاووویژا واقع شده‌است.